# لابسطور (مجلة جزائرية)
لابسطور (بالفرنسية: LAABStore)‏ مجلة شهرية جزائرية تصدر باللغة الفرنسية. تعتبر الأولى من نوعها مختصة في مجال ألعاب الفيديو، المانغا و اليابان ، إنطلق إصدارها في جانفي 2008 من طرف دار نشر زد لينك(بالفرنسية: Z-Link)‏ ، يديرها سليم براهيمي مقرها بحي الصندوق الوطني للتوفير و الاحتياط -بئر خادم- الجزائر العاصمة.

أعداد من مجلة لابسطور

سعر المجلة هو 200 دينار جزائري ، وهي توزع في العديد من ولايات الوطن.
من المانغا التي نشرت فيها :
( Kouider -Sinus Zero -Sena -Lemri-Ghost - la révolution -Houma Fighter -Victory Road -Roda -Samy kun -واثق ).

## وصلات خارجية
- معلومات عن أسبوعية لابسطور من موقع بوابة الصحافة الجزائرية.
- الموقع الرسمي لإسبوعية لابسطور